# Stellidia recinna
Stellidia recinna là một loài bướm đêm trong họ Erebidae.